# UFC 295
UFC 295: Procházka vs. Pereira fue un evento de artes marciales mixtas producido por Ultimate Fighting Championship que tuvo lugar el 11 de noviembre de 2023 en el Madison Square Garden en Nueva York, Estados Unidos.

## Antecedentes
El evento marcó la séptima visita de la promoción a la ciudad de Nueva York y la primera desde UFC 281 en noviembre de 2022.
Se esperaba que el combate por el Campeonato de Peso Pesado de la UFC entre el actual campeón Jon Jones y Stipe Miocic encabezara el evento. Sin embargo, el 25 de octubre se anunció que el combate quedaba cancelado después de que Jones sufriera una lesión en el músculo pectoral que requerirá cirugía. Como resultado, la promoción optó por reservar un combate por el título interino entre el luchador de reserva originalmente programado Sergei Pavlovich y Tom Aspinall en el evento coprincipal.
El combate por el vacante Campeonato de Peso Semipesado de la UFC entre Jiří Procházka y Alex Pereira estaba previsto inicialmente como co-evento principal, pero después se convirtió en el evento principal tras la cancelación del anterior. El antiguo campeón Jamahal Hill dejó vacante el título tras romperse el tendón de Aquiles.
Se esperaba un combate de peso mosca entre Joshua Van y Kevin Borjas para este evento. Anteriormente estaban programados para enfrentarse en el Dana White's Contender Series 57, pero Van fue retiradao para enfrentarse a Zhalgas Zhumagulov en UFC on ABC: Emmett vs. Topuria.
Se esperaba un combate de peso medio entre Derek Brunson y Roman Dolidze para este evento. Sin embargo, Brunson rompió con la organización y el combate se canceló.
Se esperaba un combate de peso mosca entre Matt Schnell y Steve Erceg para este evento. Sin embargo, Schnell se retiró del combate por motivos desconocidos y fue sustituido por Alessandro Costa.
Se esperaba un combate de peso ligero entre Mateusz Rębecki y Nurullo Aliev para este evento. Sin embargo, Aliev se retiró del evento a principios de noviembre debido a una lesión. Fue sustituido por Roosevelt Roberts. En el pesaje, Roberts pesó 158 libras (dos libras por encima del límite de peso ligero). Su combate con Rębecki se celebró en el peso acordado y Roberts perdió el 20% de su bolsa que fue a parar a Rębecki.
En el pesaje, Jamall Emmers llegó a las 147 libras (una libra por encima del límite de peso pluma). Su combate contra Dennis Buzukja se celebró en el peso acordado  y Emmers perdió el 20% de su bolsa que fue a parar a Buzukja.

## Resultados
1. ↑  Por el vacante Campeonato de Peso Semipesado de la UFC.
2. ↑  Por el Campeonato Interino de Peso Pesado de la UFC.

## Premios de bonificación
Los siguientes luchadores recibieron bonificaciones de $50000 dólares.
- Pelea de la Noche: Viacheslav Borshchev vs. Nazim Sadykhov
- Actuación de la Noche: Alex Pereira, Tom Aspinall, Jéssica Andrade, Benoît Saint-Denis, y Diego Lopes